# 金宰澈
金宰澈（韓語：김재철，1982年6月25日—），另有譯為金在哲，是一名韓國男演員。

## 演出作品

### 電視劇
- 2017年：OCN《Voice 1》飾演 客運科長(EP14,15)
- 2020年：OCN《Hyena：富豪辯護人》飾演 鄭凱文(EP9)
- 2020年：SBS《雙甲路邊攤》飾演 邊泰植(EP7)
- 2020年：MBN《我的危險妻子》飾演 李辰洙
- 2020年：JTBC《沉默警报》飾演 朴明煥
- 2021年：KBS2《戀慕》飾演 尹炯設
- 2022年：tvN《Kill Heel》飾演 李賢旭
- 2022年：JTBC《JTBC Drama Festa-不幸的女人》飾演 金泰俊
- 2022年：MBC《人生勝利組》飾演  權耀翰(EP14)
- 2023年：tvN《盜賊：七個朝鮮通寶》飾演 趙白月/趙華成
- 2024年：tvN《愛在獨木橋》飾演 洪泰伍[3]
- 2025年：tvN《討厭的愛情》飾演

### 電影
- 2000年：《發達不用本錢》飾演  大鐵的朋友
- 2001年：《愛的蹦極》飾演  別班的班長
- 2002年：《網上有緣》飾演  職員
- 2007年：《郡守與里長》飾演  趙春三的朋友
- 2009年：《風願》飾演  李章旭
- 2013年：《婚禮行不行》飾演 建設公司員工
- 2013年：《恐怖攻擊直播》飾演 Avante的爸爸
- 2014年：《拳力遊戲》飾演
- 2015年：《初戀三重奏》飾演 小酒館朋友
- 2016年：《男神貴姓》飾演 百貨店男子評價委員
- 2016年：《大演員》飾演 漫畫店炸醬麵男
- 2016年：《偷天對決》飾演 陳會長的隨行秘書
- 2016年：《控制》
- 2017年：《機密同盟》飾演 張室長
- 2017年：《虛擬城市》飾演 派對策劃人
- 2017年：《金導演》
- 2019年：《往日無足可惜》飾演 閔載[4]
- 2019年：《白頭山：半島浩劫》飾演 司令部秘書官
- 2021年：《沃川》飾演 武英
- 2021年：《綁架影帝黃晸珉》飾演 李警官
- 2024年：《破墓》飾演 朴志龍[5]
- 2024年：《幸福國度》飾演 陳泰坤[6]

### 話劇
- 2007年：《光洙思想(광수생각)》
- 2008年：《七水與萬水(칠수와 만수)》
- 2008年：《姜草的純情漫畫(강풀의 순정만화)》
- 2009年：《激情萬里(격정만리)》
- 2013年：《戲劇之夜(극적인 하룻밤)》

## 獲獎及提名列表
| 年份 | 頒獎典禮         | 獎項         | 作品     | 結果 |
| ---- | ---------------- | ------------ | -------- | ---- |
| 2024 | 首爾國際電影大賞 | 最佳男配角獎 | 《破墓》 | 獲獎 |

## 外部連結
- 金宰澈的Instagram帳戶
- 金宰澈在NAVER上的资料
- 金宰澈在韩国电影数据库（KMDb）上的資料（韓語）
- 金宰澈在互联网电影资料库（IMDb）上的資料（英文）